# 해성초등학교 내초분교
해성초등학교 내초분교는 대한민국 전라북도 군산시에 있었던 공립 초등학교이다.

## 연혁
- 1955년 10월 15일 : 오식도초등학교 내초도분교로 개교
- 1968년 3월 1일 : 내초도초등학교로 승격
- 1988년 3월 1일 : 해성국민학교 내초도분교로 개편
- 2017년 2월 28일 : 폐교[1]